# راشيل شالون
راشيل شالون أو راشيل زاميروفسكا (بالعبرية: רחל שלון‏) (وبالعبرية: רחל שלון) هي أول مهندسة في إسرائيل (وسابقًا في عهد الانتداب البريطاني لفلسطين) وأستاذة هندسة لإنشاءات.

## سيرتها الذاتية
وُلدت شالون في كالوش، بولندا لعائلة حركة الحاسيديم وتخرجت من مدرسة ثانوية في وارسو، ودرست بعد ذلك في معهد الفنون التطبيقية في المدينة. وفي عام 1925، هاجرت شالون إلى فلسطين ودرست الهندسة الإنشائية في جامعة تخنيون.
كانت شالون من عام 1931 وحتى تقاعدها في عام 1973 عضوًا في هيئة التدريس في معهد التقنيون، في كلية الهندسة المدنية. وعلى مر السنين تم تعيينها نائبة لرئيس فسم الأبحاث، ونائب لرئيس الشؤون الأكاديمية، وعميد الكلية للدراسات العليا. كانت شالون بجانب عملها الأكاديمي عضوًا في منظمة هاجاناه، وبعد تأسيس دولة إسرائيل، عملت كضابط في الجيش الإسرائيلي برتبة رائد.
بعد وقت قصير من تأسيس دولة إسرائيل، تم تعيين شالون كرئيس للجنة المهنية للبناء داخل المجلس العلمي في مكتب رئيس الوزراء. وظلت في هذا المنصب حتى عام 1956، واستقالت احتجاجًا على عدم كفاية الأموال التي تهدف إلى البحث عن البناء. أنشأت شالون في هذا الوقت محطة بحوث البناء، التي ترأستها لمدة 20 عامًا.
كانت شالون أيضًا عضواً في مجلس التعليم العالي في إسرائيل. وفي عام 1954، أنشأت الفرع المحلي لمنظمة سوروبتيميست، ثم أصبحت رئيسة للاتحاد الأوروبي بعد ذلك. وفي عام 1959 تم انتخاب شالون رئيسةً للاتحاد الدولي للمختبرات في مواد البناء والأنظمة والهياكل وفي عام 1962 كعضو في السلطة التنفيذية في المجلس الدولي لبحوث البناء.
أنشأت شالون بالتعاون مع زوجه، المهندس أوريل شالون صندوقًا لبناء مساكن للطلاب في المدينة.

## الجوائز والتكريمات
- مواطن شرف في حيفا.
- في عام 1980، كانت شالون من بين مصابيح التنوير في الاحتفالات الرسمية بعيد الاستقلال.
- في عام 1988، حصلت على الدكتوراه الفخرية من جامعة التقنيون.[3]